# اپیک سیستمز
اپیک سیستمز (انگلیسی: Epic Systems) شرکت نرم‌افزار آمریکایی است، که در سال ۱۹۷۹ تأسیس شد.